# Althausschneidespitze
Die Althausschneidespitze oder Althausschneidspitze ist ein 3225 m ü. A. hoher Berggipfel des Rosshufkamms in der Venedigergruppe. Er liegt an der Grenze zwischen Österreich und Italien bzw. Ost- und Südtirol. Die erste verbürgte Besteigung der Althausschneidespitze erfolgte 1921 durch F. Boffa mit Führer Voppichler und einem österreichischen Vermesser.

## Lage
Die Althausschneide ist ein Felsgrat an der italienisch-österreichischen Staatsgrenze und stellt die Fortsetzung des Südwestgrats der Dreiherrnspitze dar. Der lange Gratverlauf reicht vom Östlichen Rosshuf (3171 m ü. A.) im Südwesten über das Leipziger Schartl (3096 m ü. A.), die Althausschneidespitze und den Althausschneideturm (3275 m ü. A.) bis zur Althausschneidescharte (3221 m ü. A.) im Nordosten. Der Gratverlauf stellt auch die Grenze zwischen der Osttiroler Gemeinde Prägraten am Großvenediger und der Südtiroler Gemeinde Prettau dar. Südöstlich der Althausschneidespitze erstreckt sich das Althauskees, nordwestlich das Lahnerkees. Nächstgelegene Täler sind das Umbaltal im Süden, das Windtal im Südwesten und das Ahrntal im Nordwesten. Die Bergflanken auf Osttiroler Seite sind Teil des Nationalparks Hohe Tauern, die Südtiroler Anteile am Berg im Naturpark Rieserferner-Ahrn unter Schutz gestellt.

## Aufstiegsmöglichkeiten
Der Normalweg auf die wenig besuchte Althausschneidespitze führt von der Kleinen-Philipp-Reuter-Hütte (oder der Clarahütte) über das Althauskees und das Leipziger Schartl sowie den Südwestgrat (II). Alternativ kann auch das südseitig anlehnende, steile Firnfeld für den Aufstieg genutzt werden (III-).